# Liceo Manuel Rosé
El Liceo Manuel Rosé, es un liceo de educación secundaria uruguayo, ubicado en la calle Rivera s/n, Las Piedras. Es considerado el liceo público más antiguo de dicha ciudad.  

## Historia
Fue fundado como iniciativa de un conjunto de ciudadanos de dicha ciudad, nucleados en la entonces Sociedad de Fomento de Las Piedras en el año 1937.  En los años cuarenta comienza la construcción de su edificio, diseñado por los arquitectos José Scheps y Agustín Carlevaro. 
En los años sesenta, el artista plástico Dumas Oroño acompañado de otros artistas como Augusto Torres, Francisco Matto, Manuel Pailós, Germán Cabrera, Juan Mancebo, Ernesto Vila y Luis Matromatteo todos ellos integrantes del Taller de Joaquín Torres García realizaron un conjunto de obras murales y escultóricas en el edificio del liceo, algunas de ellas exhibidas en la biblioteca del mismo.
En los años ochenta, recibió la denominación de Manuel Rosé. 
En el año 2005, tanto el edificio como las obras fueron declaradas como Monumento Histórico Nacional por la Comisión del Patrimonio Cultural de la Nación:

### Obras
| Obra                                | Dim          | Autor                                              | Año       |
| ----------------------------------- | ------------ | -------------------------------------------------- | --------- |
| Mural de cerámica engobado          | 7.20 x 1.00  | Dumas Oroño ( colaboración del ceramista O. Firpo) | 1963      |
| Mural al óleo sobre madera          | 3.48 x 2.23. | Dumas Oroño                                        | 1964      |
| Mural en cerámica color ladrillo    | 1.37 x 1.36. |                                                    |           |
| Mural de cerámica natural.          | 1.00 x 0.88  | Francisco Matto                                    | 1963-1965 |
| Vitral.                             | 1.00 x 0.88. | Francisco Matto                                    | 1964      |
| Mosaico en cemento con forma de pez |              | Manuel Pailós                                      | 1964      |
| Escultura en chatarra               | 2 metros     | Germán Cabrera                                     | 1960      |
| Mural Mosaico                       | 3.15 x 1.00. | Juan Mancebo                                       | 1964      |
| Mosaico                             | 1.50 x 0.50. | Ernesto Vila                                       | 1964      |
| Mural                               | 2.80 x 1.50. | Luis Mastromatteo                                  | 1964      |